# يمينة الزغلامي
يمينة الزغلامي (بالفرنسية: Yamina Zoghlami)‏ (28 فبراير 1970 - ) سياسية تونسية ولدت في حي باب الخضراء في تونس العاصمة. قيادية في حركة النهضة ذات التوجه الإسلامي.
بعد الثورة التونسية، انتخبت في انتخابات 23 أكتوبر 2011 في المجلس الوطني التأسيسي، وبعد ذلك كنائب في مجلس نواب الشعب بعد انتخابات 26 أكتوبر 2014 وفي الحالتين عن النهضة وعن دائرة تونس الأولى الانتخابية.

## السيرة الذاتية
بدأت يمينة الزغلامي تعليمها الابتدائي في حي الزهور، ثم تنقلت بعد ذلك إلى معهد نهج الباشا أين تم طردها في السنة الخامسة لارتدائها الحجاب. واصلت بعد ذلك دراستها في معهد الغزالي الخاص أين تحصلت على الباكالوريا في اختصاص الآداب سنة 1989.

درست التاريخ بعد ذلك في كلية العلوم الإنسانية والاجتماعية بتونس، أين تحصلت على الأستاذية فيها في نفس اختصاص دراستها في سنة 1995، ثم شهادة الدراسات المعمقة في التاريخ الحديث في 1997. عملت بين 1995 و2011 كأستاذة تعليم ثانوي في معهد التقدم خاص.

نشطت في صفوف حركة النهضة من 1985 إلى أول التسعينات تقريبا. وتوقف نشاطها السياسي بعد ذلك حتى الثورة التونسية. ورجعت بعد ذلك للنشاط مع الحركة.

انتخبت في انتخابات 23 أكتوبر 2011 في المجلس الوطني التأسيسي عن النهضة وعن دائرة تونس الأولى الانتخابية. في المجلس التأسيسي كانت رئيسة لجنة شهداء وجرحى الثورة وتفعيل العفو التشريعي العام، وعضوة لجنة التشريع العام.

انتخبت بعد ذلك كنائبة في مجلس نواب الشعب بعد انتخابات 26 أكتوبر 2014 عن النهضة وعن دائرة تونس الأولى الانتخابية. في هذا المجلس هي عضوة لجنة شؤون المرأة والأسرة والطفولة والشباب والمسنين وعضوة لجنة التشريع العام.

## مقالات ذات صلة
- حركة النهضة (تونس).

## روابط خارجية
- السيرة الذاتية ليمينة الزغلامي على موقع مرصد المجلس الوطني التأسيسي التابع لمنظمة البوصلة.
- السيرة الذاتية ليمينة الزغلامي على موقع مرصد مجلس نواب الشعب التابع لمنظمة البوصلة.